# The Land Ironclads
The Land Ironclads ist eine Kurzgeschichte des britischen Schriftstellers H. G. Wells.

## Geschichte
Im Jahr 1903 erschien H. G. Wells’ Erzählung The Land Ironclads (etwa „Die Land-Panzerschiffe“) im Strand Magazine.

## Inhalt
Wells gibt eine Reihe von technischen Details an, die sich auf die Leistungen eines Erfinders namens Bramah Joseph Diplock beziehen, der ein verformbares Rad mit Gelenkfüßen erfunden hatte, das System „Pedrail-Rad“ genannt wurde.